# Imparable (álbum)
Imparable es el segundo álbum de estudio de la cantante colombiana Naela.

## Promoción

### Sencillos
- Falso Amor:[2] Lanzado como primer sencillo del álbum. Compuesta junto al compositor y cantante Mauricio Rivera. El vídeo musical fue lanzado el 29 de octubre de 2012. El vídeo musical contó con la producción de Pipe Orjuela y la codirección de la artista, fue grabado en la ciudad de Bogotá.

- Sin Mirar Atrás:[3] Lanzado como segundo sencillo del álbum. Fue lanzado el 13 de mayo en formato vídeo letra.

- Besar El Cielo: Fue lanzada como tercer sencillo del álbum en Colombia y cuenta con la colaboración del cantante y productor colombiano Robert Taylor.

- Quizás: Lanzado como primer sencillo del álbum para España. Fue lanzado el 1 de julio en Cadena Dial.

- Tú: Fue confirmado como cuarto sencillo general del álbum y fue publicado el 5 de febrero.[4]

## Lista de canciones
| Versión estándar |                                      |          |  |
| N.º              | Título                               | Duración |  |
| 1.               | «Sin Mirar Atrás»                    | 3:47     |  |
| 2.               | «Besar El Cielo» (con Robert Taylor) | 3:36     |  |
| 3.               | «Vuela Sin Mi»                       | 3:26     |  |
| 4.               | «Quizás»                             | 3:12     |  |
| 5.               | «Tú»                                 | 3:36     |  |
| 6.               | «Estar Contigo» (con Glasford)       | 3:33     |  |
| 7.               | «Esta Noche Mando Yo» (con Obie-P)   | 3:04     |  |
| 8.               | «Provócame»                          | 3:26     |  |
| 9.               | «Ya No Te Quiero»                    | 3:28     |  |
| 10.              | «Falso Amor»                         | 3:16     |  |
| 82:12            |                                      |          |  |

| Versión deluxe |                                       |          |  |
| N.º            | Título                                | Duración |  |
| 11.            | «Bazar» (Remix)                       | 3:15     |  |
| 12.            | «Falso Amor» (Versión Acústica)       | 3:26     |  |
| 13.            | «Falso Amor» (Merengue Mambo Version) | 3:20     |  |
| 14.            | «Falso Amor» (Electro Version)        | 3:35     |  |
| 82:12          |                                       |          |  |